# Mikalaj Stadub
Mikalaj Sjarheevič Stadub (in bielorusso Мікалай Сяргеевіч Стадуб?; Maladzečna, 18 novembre 1991) è un lottatore bielorusso specializzato nella lotta greco-romana.

## Palmarès
- Europei

Varsavia 2021: bronzo nei 97 kg.